# Coos Huijsen
Jacobus "Coos" Huijsen (sinh ngày 20 tháng 3 năm 1939 tại The Hague) là một nhà sử học, nhà văn, nhà giáo dục, cựu chính khách người Hà Lan và nhà hoạt động vì quyền của người đồng tính Hà Lan. Ông là nghị sĩ đầu tiên trên thế giới (1976) công khai thể hiện đồng tính luyến ái của mình.
Huijsen, một thành viên của Hạ viện Hà Lan năm 1972–1973 và từ năm 1976 đến 1977. Trong nhiệm kỳ đầu tiên tại văn phòng, ông là thành viên của Liên minh Lịch sử Kitô giáo, ông rời đi vì đảng này không ủng hộ phe cánh tả nội các Den Uyl; trong nhiệm kỳ thứ hai của mình, ông ngồi như một thành viên độc lập dưới biểu ngữ Groep-Huijsen của riêng mình. Là thành viên của Hạ viện năm 1976, Huijsen trở thành người đồng tính, khiến ông trở thành chính khách LGBT công khai đầu tiên và là thành viên đồng tính công khai đầu tiên của một cơ quan lập pháp quốc gia trên thế giới. Năm 2016, Huijsen đã xuất bản một tài khoản tự truyện về sự ra đời của mình, trong bối cảnh xã hội Hà Lan đang thay đổi vào những năm 1970:
- Homo Politicus. De eerste parlementariër ter wereld die uit de kast kwam ("Homo Politicus. The First MP Worldwide Who Came Out of the Closet" - hồi ký)[4]

Trong cuốn sách này, Huijsen mô tả cách ông tham gia phong trào quyền của người đồng tính Hà Lan trong những năm sau khi anh ra mắt, khi anh đồng sáng lập Quỹ vì quyền quan hệ tự do (Stichting Vrije Relatierechten). Mục tiêu của nền tảng này là làm cho cộng đồng đồng tính giải quyết công chúng và cơ sở chính trị lớn hơn, bằng cách kêu gọi ý thức của họ về con người. Quyền của người đồng tính là quyền con người, và, như vậy, sẽ được đưa vào chương trình nghị sự chính trị. Nó mở đường cho sự bình đẳng hợp pháp cho các mối quan hệ đồng giới, và cuối cùng, trong việc giới thiệu hôn nhân đồng giới ở Hà Lan (2001).
Sau khi rời quốc hội, Huijsen làm giáo viên và giám đốc của trường. Ông cũng chuyển đổi các đảng một lần nữa, trở thành thành viên của Đảng Lao động Hà Lan nơi ông hoạt động cho đến năm 2000; ông rời bữa tiệc đó vì thấy đảng đưa quá ít công việc vào giáo dục và giải phóng đồng tính. Sau đó, ông theo đuổi sự nghiệp là một nhà sử học, với một mối quan tâm cụ thể trong bối cảnh văn hóa - lịch sử của nền dân chủ. Cuốn sách đầu tiên của ông, Nog is links niet verloren ("The left is not yet lost"; 1982) mô tả khoảng cách ngày càng lớn giữa giới tinh hoa của các đảng chính trị tiến bộ và căn cứ truyền thống, phổ biến của họ. Sau đó, Huijsen đã viết nhiều cuốn sách về mối quan hệ giữa câu chuyện quốc gia Hà Lan và triều đại hoàng gia, House of Orange, bao gồm:
- De oranjemythe, een postmodern phenomeen ("The Orange Myth, a postmodern phenomenon"),[6]
- Beatrix: De kroon op de republiek ("Beatrix, crown on the republic"; 2005)[7] và
- Nederland en het verhaal van Oranje ("The Netherlands and the story of Orange"; ban đầu là PhD thesis, Đại học Amsterdam, 2012).

Huijsen đã kết hôn và sống cùng chồng tại Amsterdam.